# Kampfsportabzeichen (MdI)
Das Kampfsportabzeichen des Ministeriums des Innern war eine im Fachbereich des Ministeriums des Innern (MdI) der Deutschen Demokratischen Republik (DDR) verliehene nichtstaatliche Auszeichnung, welches 1972 in drei Leistungsstufen in Gold gestiftet wurde.
Die einzelne erreichte Stufe war nur an einer kleinen römischen Ziffer am unteren Rand erkennbar. Die Verleihung erfolgte an alle Angehörige des MdI bei erfolgreicher Ablegung der vorgegebenen Sportleistungen in fünf Kategorien. Dazu zählten:
- Schießen
- Kugelstoßen (wahlweise auch Klimmzüge oder Gewichtheben)
- 400-Meter-Sturmbahn-Lauf
- 3000-Meter-Sturmbahn-Lauf sowie
- Schwimmen

Die Form des Abzeichens zeigt eine grün emaillierte Spange mit der Aufschrift: KAMPFSPORT mit angeprägten Zwischenstück, auf dem die Flagge der Polizeistern der Volkspolizei abgebildet ist. Wiederum an dieses Zwischenstück angeprägt ist eine runde Medaille, die von einem lorbeerähnlichen Gebilde umschlossen ist. Ausgefüllt ist die Medaille von einem Angehörigen des MdI mit Gewehr in der Hand, der über ein Balkenhindernis mit Wassergraben springt. In den dargestellten Wellen ist die römische Ziffer I für die Stufe I, die II für die Stufe II und die III für die Stufe III zu lesen. Die Form des Abzeichens ist daher nahezu identisch mit dem Kampfsportabzeichen „Dynamo“.